# MSN毎日インタラクティブ
MSN毎日インタラクティブ（エムエスエヌまいにちインタラクティブ）は、かつて存在していたニュースサイト。マイクロソフトが運営するポータルサイトのMSN（MSNニュース）と毎日新聞社が運営するニュースサイトの毎日インタラクティブによる協業。両社の提携により運用された。

## 沿革
2004年4月5日、「MSN毎日インタラクティブ」の名称でスタート。日本の三大全国紙のひとつと外資インターネットサービスの協業は、旧メディアとニューメディアの融合として、日本における初めての成功事例となる。初年度の売上は10億円を超え、最盛期にはページビュー5億（2006年8月）に達し、売上も30億円へと成長。日本の新聞社ニュースサイトの第1位となった。しかし毎日新聞のデジタルメディア担当役員の交代により社内政治抗争の犠牲となり、2007年の契約更新を機会に協業解消、その役割を終えた。2007年6月27日に閉鎖が発表され、同年9月30日をもってサイトは閉鎖された。

## 備考
この提携は新聞社のその後のデジタル戦略に大きな影響を与えた。毎日新聞との提携継続叶わぬマイクロソフトは、産経新聞と提携、「MSN産経ニュース」をスタート。読売新聞や朝日新聞、日本経済新聞は提携して、読み比べニュースサイト『新s』（allatanys）を開設し、新聞社として新たな方向性を模索した。